# 라힘 스털링
라힘 샤킬 스털링(영어: Raheem Shaquille Sterling, MBE, 1994년 12월 8일 ~ )은 잉글랜드의 축구 선수로, 포지션은 윙어이다. 현재 잉글랜드 프리미어리그의 첼시 소속이다.

## 클럽 경력
이적료는 영국 최다 이적료 4900만 파운드(약 837억)을 기록하며 이전의 최다 이적료인 3500만 파운드를 기록한 앤디 캐롤을 꺾었다. 그는 맨시티로 이적할 때 리버풀과 끊임없는 마찰을 빚었고 훈련장에 불참하는 등 불성실한 태도를 보였다. 리버풀은 그의 태업 논란에 이적하지 않으면 2군이나 벤치에 두려 했다. 그러다가 결국 맨체스터 시티행을 확정지으며 논란을 마무리했다. 그리고 맨시티로 이적 후 소속팀의 프리미어리그 2연패를 이끌었고 2018-2019 FA컵에서도 66년만에 FA컵 해트트릭을 작성하며 팀의 8년만의 우승을 이끌었다.

## 국가대표팀 경력
- 2014 FIFA 월드컵
- 2016 UEFA 유로
- 2018 FIFA 월드컵
- 2021 UEFA 유로
- 2022 FIFA 월드컵

## 출전 통계
| 클럽          | 시즌    | 출전 | 득점 | 도움 |
| ------------- | ------- | ---- | ---- | ---- |
| 리버풀        | 2011-12 | 3    | 0    | 0    |
| 리버풀        | 2012-13 | 36   | 2    | 2    |
| 리버풀        | 2013-14 | 38   | 10   | 6    |
| 리버풀        | 2014-15 | 52   | 11   | 9    |
| 리버풀        | 합계    | 129  | 23   | 17   |
| 맨체스터 시티 | 2015-16 | 47   | 11   | 8    |
| 맨체스터 시티 | 2016-17 | 47   | 10   | 13   |
| 맨체스터 시티 | 2017-18 | 46   | 23   | 13   |
| 맨체스터 시티 | 2018-19 | 51   | 25   | 15   |
| 맨체스터 시티 | 2019-20 | 52   | 31   | 5    |
| 맨체스터 시티 | 2020-21 | 49   | 14   | 9    |
| 맨체스터 시티 | 2021-22 | 47   | 17   | 8    |
| 맨체스터 시티 | 합계    | 339  | 131  | 71   |
| 첼시          | 2022-23 | 38   | 9    | 4    |
| 첼시          | 2023-24 | 43   | 10   | 8    |
| 아스날        | 2024-25 | 28   | 1    | 2    |

## 수상 내역

#### 맨체스터 시티
- 프리미어리그 : 2017-18, 2018-19[2], 2020-21, 2021-22
- FA컵 : 2018–19[3]
- 풋볼 리그/EFL컵 : 2015–16,[4] 2017-18, 2018–19,[5] 2019–20,[6] 2020–21[7]
- FA 커뮤니티 실드 : 2019[8]

#### 잉글랜드
- FIFA 월드컵 : 4위 (2018)
- UEFA 유로 : 준우승 (2020)
- UEFA 네이션스리그 : 3위 (2018–19)[9]

### 개인
- 골든 보이 : 2014[10]
- FWA 올해의 선수 : 2018–19[11]
- PFA 올해의 팀 : 2018–19[12]
- PFA 올해의 영플레이어 : 2018–19[13]
- 프리미어리그 이 달의 선수 : 16년 8월, 18년 11월, 21년 12월
- UEFA 챔피언스리그 시즌의 스쿼드 : 2018–19,[14] 2019–20[15]
- UEFA 챔피언스리그 그룹 스테이지의 팀 : 2015-16
- UEFA 유로 대회 베스트 : 2021
- 대영제국 훈장(MBE) 수훈 : 2021[1]
- 스포츠일러스트레이티드 프리미어리그 2010년대의 팀